# Amelie Bohnen
Amelie Claire Bohnen (* 16. August 2001 in Mönchengladbach) ist eine deutsche Fußballspielerin.

## Karriere
Bohnen kam im Alter von vier Jahren mit dem Fußballspielen in Berührung – auf dem Spielplatz und später in der Schule. Über ihren ersten in Schwalmtal, im Kreis Viersen, ansässigen Verein DJK Fortuna Dilkrath gelangte sie im Jahr 2016 in die Jugendmannschaft von Borussia Mönchengladbach. In der Saison 2017/18 bestritt sie 15 Punktspiele in der Staffel West/Südwest der B-Juniorinnen-Bundesliga, in denen ihr vier Tore gelangen. Am 13. Mai 2018 (26. Spieltag) kam sie für die Zweite Mannschaft bei der 1:3-Niederlage im Auswärtsspiel gegen Borussia Bocholt in der drittklassigen Regionalliga West erstmals im Seniorinnenbereich zum Einsatz. In der Folgesaison erzielte sie in ihren fünf Punktspielen drei Tore und kam für die Erste Mannschaft in zehn Bundesligaspielen zum Einsatz. Ihr Debüt in der höchsten Spielklasse gab sie am 14. Oktober 2018 (4. Spieltag) beim 4:4-Unentschieden im Heimspiel gegen Bayer 04 Leverkusen (Frauenfußball) als Einwechselspielerin ab der 73. Minute.
In der Saison 2019/20 bestritt sie drei Punktspiele für Borussia Mönchengladbach II in der Regionalliga West und neun für Borussia Mönchengladbach in der 2. Bundesliga in der ihr am 3. November 2019 (10. Spieltag) beim 3:0-Sieg im Heimspiel gegen den FC Bayern München II mit dem Treffer zum Endstand in der 79. Minute ihr erstes Tor in dieser Spielklasse gelang.
Zur Saison 2020/21 nach Hoffenheim gelangt, spielte sie dort für die TSG 1899 Hoffenheim II in der 2. Bundesliga Süd. In ihrer ersten Saison traf sie dreimal in 14 von 16 Saisonspielen. In der Folgesaison wurde sie in 17 von 26 Saisonspielen in dieser – nicht in Gruppen unterteilten – Spielklasse eingesetzt.
Von 2022 bis 2024 war sie Vertragsspielerin des Zweitligisten SC Sand. Am 21. Juli 2024 wurde sie vom Bundesligisten 1. FC Köln verpflichtet und mit einem bis zum 30. Juni 2026 datierten Vertrag ausgestattet.